# Puig Germà
El Puig Germà és una muntanya de 269 metres que es troba al municipi de Cassà de la Selva, a la comarca del Gironès.